# انبار

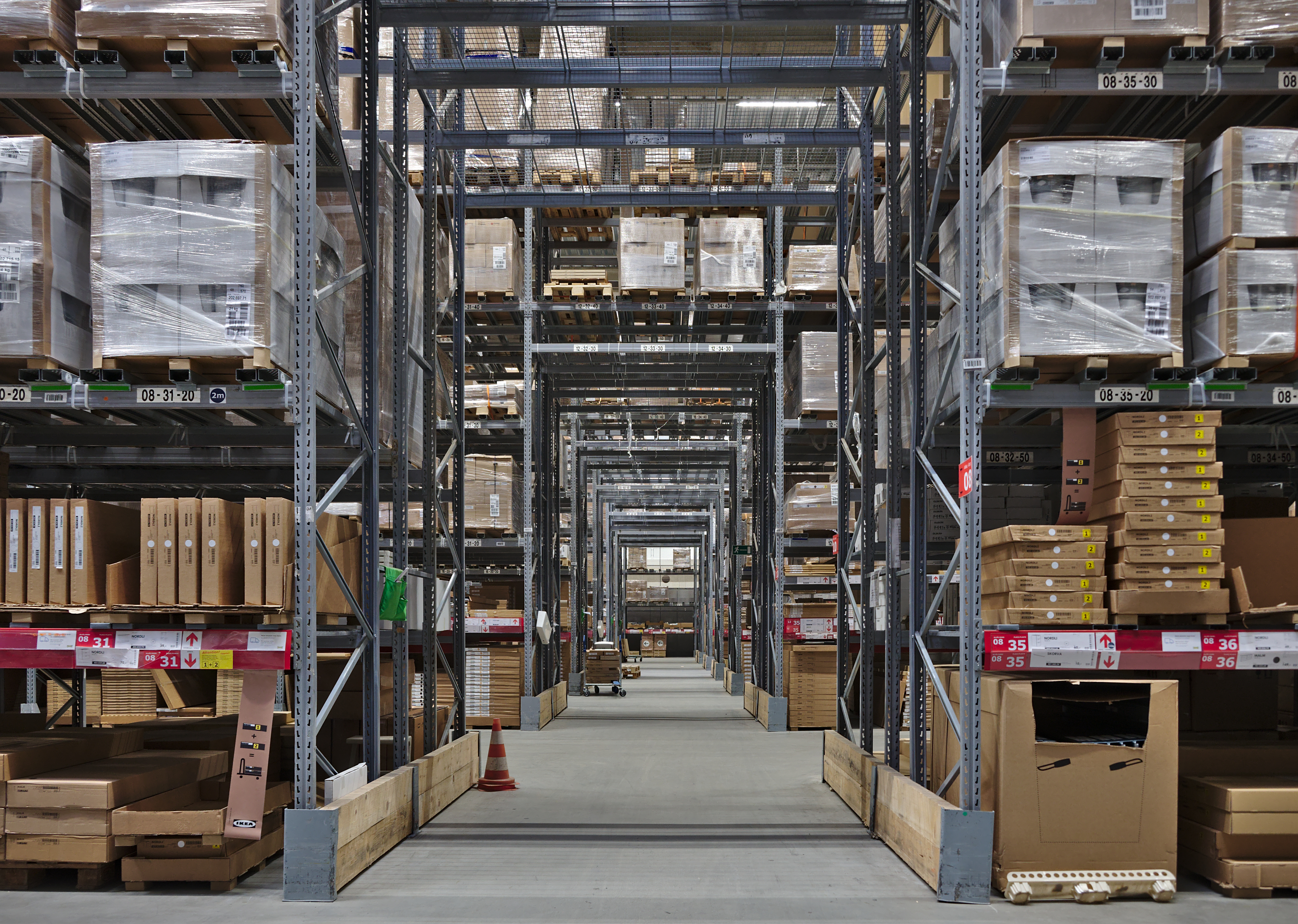
یکی از انبارهای شرکت ایکه‌آ در شهر آندرلکت بلژیک

انبار، محل تجمع و ذخیره سازی اقلامی است که موجودی‌های درون آن برای رفع نیازها و تقاضاهای آتی مصرف میگردند. از انبار برای نگهداری یک یا چند نوع کالای بازرگانی، صنعتی، مواد اولیه، تولیدات و فرآورده‌های مختلف استفاده می‌شود. علاوه بر آن، به عنوان مکان و تأسیساتی برای نگهداری موقت مواد به منظور توزیع و تجمیع کالاها در سیستم‌های توزیع استفاده می‌شود. بسته به کاربرد انبارها می‌توان از تجهیزات سرمایشی مثل یخچال‌ها برای نگهداری محصولات دارویی و خوراکی و یا جرثقیل‌ها برای جابجایی کانتینرها و محصولات بزرگ استفاده کرد.

## تعریف انبار
انبار محل یا فضائی است که اقلام مورد نیاز بر اساس یک نظام طبقه‌بندی صحیح و به‌طور مناسب نگهداری می‌شود. این محل ممکن است سرپوشیده، محوطه سرباز، زیر زمین یا حتی داخل یک دستگاه (همانند یخچال‌های صنعتی که داخل آن مواد غذایی و فاسدشدنی نگهداری می‌شود) باشد. گاهی انبارها داخل یک شرکت یا کارخانه‌اند و گاهی در یک محیط خارج از آن قرار دارند، ولی اغلب شرکت‌ها سعی می‌کنند انبارهای خود (به خصوص انبارهای مواد اولیه) را داخل شرکت جای داده تا بتوانند کالاها و قطعات مورد نیاز خود را به سرعت و سهولت از آن خارج سازند و در تأمین مواد اولیه مورد نیاز خود دچار وقفه نگردند.

## انواع انبار
انبارها را از جهات گوناگون می‌توان دسته‌بندی کرد که عبارت‌اند از:
- نوع ساختمان
- نحوه انجام عملیات
- چگونگی و ماهیت عمل
- نوع کالایی که در آن نگهداری می‌شود

انبارها را از لحاظ ساختمان به سه گروه تقسیم می‌کنند:
- انبار پوشیده: نوعی انبار که هم سقف و هم چهار دیوار دارد که در آن بعضی از اجناس که به علت حساسیت و مواد خاصی که در ساختمان‌شان به کار رفته و نباید نور آفتاب، برف و باران، و حتی جریان هوا به آن‌ها برخورد کنند در انبارهای پوشیده نگهداری می‌شوند.
- انبار سرپوشیده: نوعی انبار که سقف دارد، ولی چهارطرف آن باز و فاقد حفاظ جانبی است. اقلام یا اجناسی که در مقابل نور مستقیم آفتاب و برف و باران خاصیت خود را از دست می‌دهند، باید در این مکان نگهداری شوند.
- انبار باز: این انبار به صورت محوطه است و معمولاً اجناسی که در مقابل نور آفتاب و برف و باران خاصیت اولیه خود را از دست نمی‌دهند، با رعایت اصول انبارداری در آن نگهداری می‌شوند.

در واقع صنعتگران، واردکنندگان و صادرکنندگان کالاها، عمده فروشان و گمرک از استفاده‌کنندگان انبارها می‌باشند. انبارها معمولاً در شهرها، شهرک‌های صنعتی و کارخانه‌ها ساخته می‌شوند، ولی ممکن است جهت سهولت در دریافت و صدور کالا، در کنار راه‌های اصلی، فرودگاه‌ها یا بنادر نیز ساخته شوند تا کالاها مستقیماً به انبار وارد یا از آن خارج گردد.
انبارها از لحاظ کاربری نیز ممکن است انواع گوناگونی داشته باشند مثل:
- انبارهای کالای خطرناک مثل کالاهای آتش‌زا و یا پرتوزا
- انبار یا مخزن کالاهای گران‌قیمت
- انبار کالاهای فاسدشدنی
- انبارهای دارای تجهیزات گرمایشی و سرمایشی

تقسیم انبار از دیگر جهات نیز قابل انجام است، مانند: یکپارچگی (متمرکز و غیر متمرکز) - نوع کالا - خاصیت کالا - کاربرد - دوران ساخت و بهره‌برداری و غیره.

## کد انبار یا شناسه انبار چیست؟
انبارها برای همکاری با شرکت‌های واردات و صادرات می‌بایست از سامانهٔ جامع انبارها اقدام نمایند. سامانهٔ جامع انبارها و مراکز نگهداری کالا با هدف مدیریت ورود و خروج کالا از مرزها، سیستم‌های انبارداری کالا در انبارها و شناسه‌دار کردن آن‌ها، کنترل میزان ورود کالا به این مراکز و مدیریت خروج کالا، شفاف شدن اطلاعات مربوط به صاحبان کالا و نهایتاْ مدیریت موجودی انبارها در فرایند تأمین به شفافیت تجارت رسمی کشور کمک می‌نمایند.

## اهمیت انبار
انبار به عنوان محل تجمع سرمایه هر سازمان، حلقه ارتباطی بین تولید، توزیع و مصرف و همچنین ارتباط بین زنجیره خرید و فروش مواد و کالا و خدمات بسیار مهم بوده و موضوع حائز اهمیت در مورد انبارها تمایز بین انبارهای مختلف در یک سازمان است؛ نمی‌توان انبار مواد اولیه و محصول را در یک جا قرار داد و هر دو را به یک شیوه اداره کرد. به عنوان مثال روش اجرایی که برای یک انبار مواد اولیه کارخانه تولید لوازم خانگی به کار می‌رود بسیار متمایز با روشی است که در انبار محصول آن به کار برده می‌شود و هریک باید به شیوه‌ای متفاوت اداره گردند. باید به این نکته توجه داشت که انبارهای مواد اولیه از اهمیت ویژه‌ای در یک کارخانه یا کارگاه برخوردارند و اگر در زنجیره تأمین کالا، که این واحد زیر مجموعه آن است مشکلی پیش آید، قطعاً تأثیر مستقیم و منفی بر تولید می‌گذارد. هیچ سازمانی نمی‌تواند بدون داشتن یک روش مناسب و اجرایی در جهت برآوردن نیازهای بخش‌های مختلف به اهداف خود برسد؛ از این رو امروزه سازمان‌های موفق، روش‌های نوین و عملی مناسبی را در انبار و تأمین نیازهای بخش‌های مختلف به خصوص خط تولید که ارتباطی مستقیم با واحد انبار مواد اولیه دارد اجرا می‌کنند و این روش‌ها را با علم روز جهان به‌روز می‌کنند.

## تجهیزات انبارداری
سیستم‌های انبارداری با توجه به نوع کاربری و جامعه مورد استفاده بسیار متفاوت است. در برخی از جوامع، انبارها هنوز به صورت سنتی اداره می‌گردند حال‌آنکه برخی از انبارها به‌طور کامل خودکار و مکانیزه می‌باشند، بدون اینکه نیاز به نیروی کار داشته باشند و از طریق سیستم‌های دریافت و انتقال خودکار کالاها و نرم‌افزارهای لجستیکی مدیریت می‌شوند. این سیستم‌ها به‌طور معمول در انبارهای با دماهای بسیار پایین که کار کردن در آن‌ها دشوار است یا در مناطقی که قیمت زمین بسیار گران می‌باشد پیاده‌سازی می‌شود چرا که امکان استفاده از ارتفاع در این سیستم‌ها به‌طور کامل مقدور می‌باشد.
با توجه به کاربری و تنوع زیاد انواع انبارها، ماشین‌آلات، سیستم‌ها و تجهیزات سخت‌افزاری و نرم‌افزاری بسیاری متناسب با نوع کاربری انبارها توسعه یافته‌اند. از مهم‌ترین ماشین‌آلات مربوط به انبارها می‌توان به انواع جرثقیل‌ها، لیفتراک‌ها و تسمه نقاله‌ها برای جابجایی کالا اشاره نمود. استفاده از تکنولوژی سامانه بازشناسی با امواج رادیویی در انبارها، در برخی از صنایع مدرن متداول است. ردیابی کالاها و کنترل موجودی انبار نیز بوسیله بانک‌های اطلاعاتی و تحت نرم‌افزارهای خاص انجام می‌پذیرد.

## طراحی انبار
مکان‌یابی، طراحی سیستم ورود، جابجایی و خروج کالاها از انبار بسیار حیاتی است با هدف این که عملیات انبارها با حداقل هزینه و حداکثر بهره‌وری انجام پذیرد. از آنجا که کالای ذخیره شده در انبارها در فرایند تولید دارای ارزش افزوده کمی می‌باشند، در اواخر قرن بیستم استفاده از سیستم‌هایی نظیر جی‌آی‌تی جهت کاهش موجودی در فرایند و حذف انبارها بکار گرفته شد. دو موضوع مهمی که در مورد انبارها مورد توجه است، تعیین اندازه انبار و موقعیت آن می‌باشد. این دو فاکتور رابطه معکوس با یکدیگر دارند و همان‌طور که تعداد انبارها در کانال توزیع افزایش یابد، اندازه انبارها کوچک می‌شود و بالعکس.
- در محاسبه فضای انبار باید موارد زیر را در نظر گرفت:
  - تعیین وظایف انبار مربوطه
  - تعیین اقلام قابل ذخیره‌سازی از نظر نوع، خصوصیات فیزیکی (وزن، حجم، شکل ظاهری و امثال آن)، نحوه و محل انبار کردن (قفسه، محل باز، روی زمین یا محل‌های دیگر)
  - تعیین روش حمل و نحوه ورود و خروج مواد

## انبارداری
انبارداری به عملیات تخلیه، بارگیری و نگهداری کالاهای مورد نیاز افراد و بنگاه‌ها در انبارهایی با شرایط مناسب تا زمان استفاده گفته می‌شود. به‌عبارت دیگر، انبارداری شامل سیستم‌های قرار گرفتن جنس در انبار و ایجاد روش‌ها و اعمال مدیریت کنترل مؤثر از زمان دریافت تا لحظه تحویل است. انبارداری به عنوان بخشی از عملکرد لجستیکی هر بنگاه اقتصادی، مسئولیت ذخیره و نگهداری موجودی را برای تولیدکننده، تأمین‌کننده و مصرف‌کننده دارد.

عریف انبارداری در یک بنگاه تولید می‌تواند به‌ این‌ صورت باشد که :«انبارداری عبارت است از دریافت مواد و اقلام، نگهداری صحیح و تحویل به موقع آن‌ها به مصرف‌کننده با رعایت مقررات و دستورالعمل‌های سازمان به نحوی که با اعمال کنترل دقیق از میزان موجودی کالا در انبار و مقدار مصرف آن و نیز از انباشته شدن بیش از حد موجودی‌ها جلوگیری شود.»

فرایندهای اصلی و پشتیبان در انبارداری

فرایندهای اصلی انبارداری
- پذیرش کالا
- جاگذاری و جابجایی کالا
- انتخاب و گردآوری کالا برای خروج
- بسته‌بندی و تحویل کالا

فرایندهای پشتیبان انبارداری
- کنترل کیفیت
- خدمات ارزش‌افزوده
- خدمات مشتریان
- مدیریت انبار

## فرایندهای اصلی در انبارداری

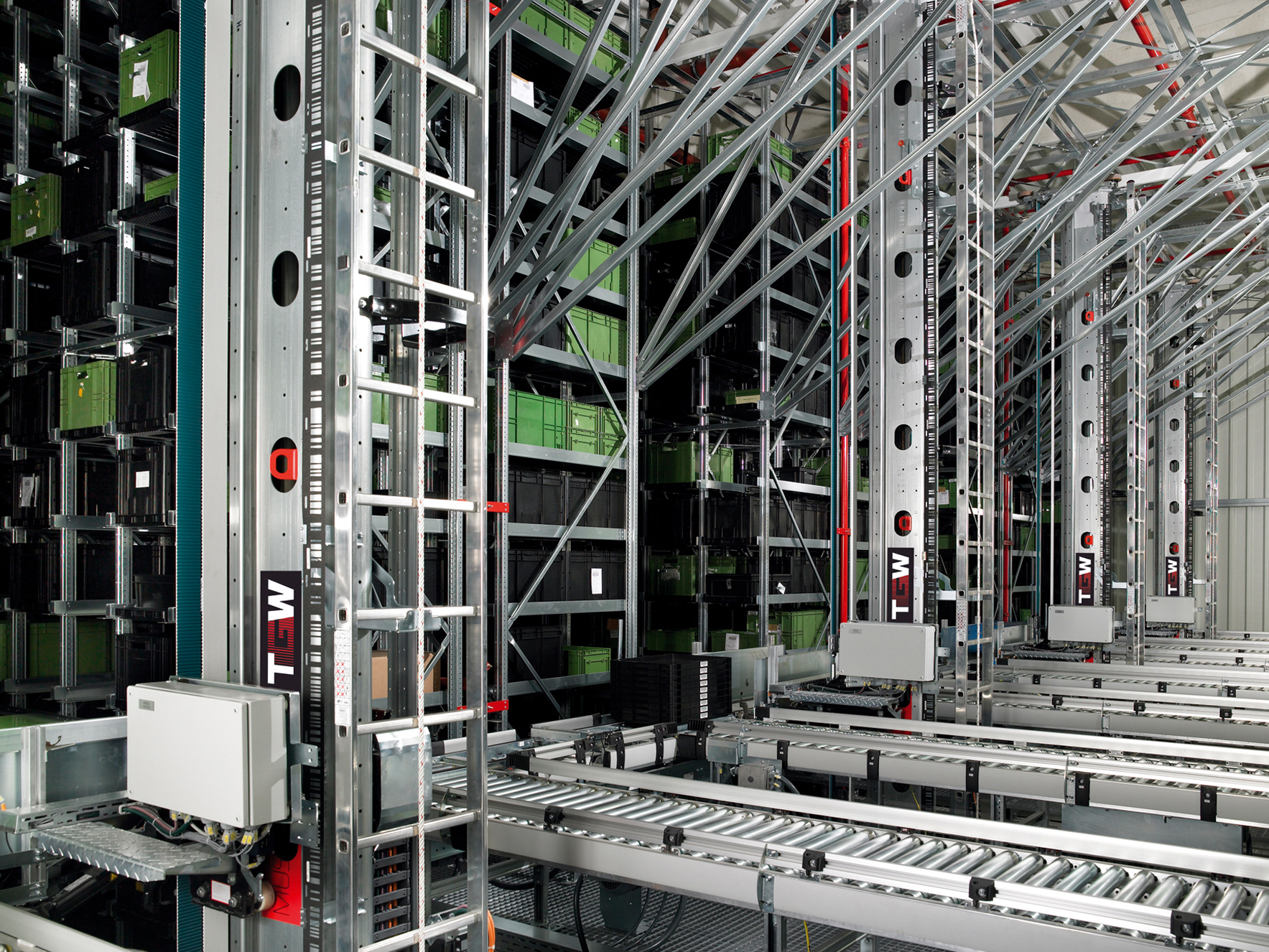
ابزار جاگذاری و جابجایی کالا در یک انبار خودکار

این فرایندها مجموعه عملیاتی را دربردارند که در کلیه انبارها انجام می‌شوند.
1. پذیرش کالا: صاحبان کالا یا شرکت‌های حمل و نقل متقاضی استفاده از خدمات انبارداری با توجه به قوانین، مجوزهای لازم برای ورود کالا به انبار را ارائه می‌کنند. این مجوزها ممکن است شامل درخواست تحویل کالا به انبار و مدارک مربوط به کالا (نظیر اظهارنامه، مانیفست، پته گمرکی، مجوزهای گمرک) باشد. معمولاً با ورود کالا به پشت درب انبار بایستی کنترل‌های نگهبانی و امنیتی انجام پذیرد سپس کالا وارد محوطه پذیرش شود. در محوطه پذیرش مسئولین انبار کالاها را از لحاظ شکلی و تعداد با اطلاعات اظهار شده کنترل می‌نمایند و در صورت مغایرت صورت جلسه تنظیم می‌شود. با توجه به نوع و وضعیت کالا و امکانات انبار، در این قسمت کالاها دسته‌بندی می‌شوند و به انبار متناسب ارسال می‌شوند.
2. جاگذاری و جابجایی کالا: پس از ورود کالا به انبار لازم است تا براساس استانداردهای موجود در خصوص نحوه ذخیره‌سازی کالا، مکان مناسبی برای هر کالا در نظر گرفته و کالا در محل مورد نظر جاگذاری شود. محل نگهداری دقیق کالا در داخل انبار باید در اسناد کاغذی یا سامانهٔ مدیریت انبار ثبت شود. پس از تکمیل فرایند تحویل، صاحب کالا یا نمایندهٔ قانونی وی که ممکن است شرکت حمل‌ونقل باشد رسید یا قبض انبار را دریافت می‌کند. صاحب کالا از کالای تحویل شده به انبارهای عمومی می‌تواند به‌عنوان وثیقه یا تضمین برای دریافت اعتبار یا وام از بانک‌ها و مؤسسه مالی و اعتباری استفاده نماید. در این‌صورت انبارهای عمومی رسمی که اساسنامه آن‌ها بر اساس تصویب‌نامه قانونی انبارهای عمومی مصوب ۱۳۴۰[۴] به تأیید هیئت نظارت بر انبارهای عمومی رسیده باشد، امکان صدور برگه وثیقه برای صاحب کالا را خواهند داشت.
3. انتخاب و گردآوری کالا برای خروج: در صورت درخواست صاحب کالا برای خروج کالا از انبار، پس از انجام تشریفات خروج کالا، عملیات گردآوری کالا از سطح انبار و حمل آن به نقطهٔ تحویل انجام می‌شود. در انبارهای عمومی رسمی، کالایی که برای آن برگه وثیقه صادر شده باشد و هنوز در وثیقه بانک یا مؤسسه دیگری باشد اجازه خروج ازانبار را نخواهد داشت.[۵]
4. بسته‌بندی و تحویل کالا: پس از صدور مجوز خروج کالا، با دریافت اطلاعات مربوط به تحویل کالا و وسیلهٔ نقلیه، منابع لازم برای انجام بارگیری کالا تخصیص داده می‌شود و در صورتیکه صاحب کالا درخواست بسته‌بندی داشته باشد، کالاهای مورد نظر بسته‌بندی و بارگیری می‌شوند. درصورت نیاز بایستی فهرست اقلام بارگیری شده و مشخصات آن‌ها در قالب مستندات خاصی (مانیفست، فاکتور، بارنامه و…) تهیه و ارائه شود.

## فرایندهای پشتیبان در انبارداری
این فرایندها مستقیماً با عملیات انبارداری مرتبط نیستند ولی سطح کیفی انبارها به میزان وجود و اجرای این فرایندها در انبار بستگی دارد
1. کنترل کیفیت: تعریف چک لیستهای کنترل کیفیت مرتبط با هر یک از موجودیتهای کسب و کار در انبار و امکان تکمیل و بهره‌برداری از اطلاعات مربوطه، هسته اصلی مؤلفه کنترل کیفیت در سیستم می‌باشد. کنترل کیفیت در انبار در چند حوزه اصلی همچون کنترل کیفیت عملیات، ارزیابی عملکرد پیمانکاران، تعمیر و نگهداری، عملیات و حمل و نقل و کنترل بارهای خطرناک انجام می‌شود.
2. خدمات ارزش افزوده: انجام هر نوع عملیات بر روی محموله‌ها که غیر از سه فعالیت اصلی «تخلیه»، «انبارداری» و «بارگیری» بوده و مشتریان شرکت علاقه‌مند باشند در ازای دریافت آن خدمت هزینه مربوطه را پرداخت نمایند، در زمره خدمات ارزش افزوده قرار می‌گیرد. برای ارائه این نوع خدمات معمولاً منابع موجود در انبار به کار گرفته شده و نیازی به سرمایه‌گذاری قابل توجه نمی‌باشد.
  1. بهره‌برداری از فضای انبارها برای آماده‌سازی قطعات نیم ساخته
  2. صدور برگه وثیقه کالا و خدمات مالی به مشتریان
3. خدمات مشتریان
  1. مدیریت ارتباط با مشتریان
  2. ارائه خدمات الکترونیکی
  3. ساده‌سازی امور اداری و بهبود فرایندهای مرتبط با مشتریان
4. مدیریت انبار
  1. کلیه فعالیت‌های مربوط به برنامه‌ریزی و زمان‌بندی عملیات شرکت در خصوص ورود و خروج کالا
  2. برنامه‌ریزی برای توسعه و تجهیز و همچنین بهره‌برداری بهینه از فضای موجود در انبارها
  3. مدیریت منابع انسانی و تجهیزات
  4. تعریف معیارهای ارزیابی عملکرد و مدیریت عملکرد کلیه منابع در انبار
  5. مدیریت درآمد و هزینه در انبار

## وظایف و مسئولیت‌های انبار
مدیریت انبار وظایف و مسئولیت‌های بسیاری دارد که می‌باید همه آن‌ها را در زمان‌ها و مراحل مختلف عملیات انبار به انجام رساند. همه این امور برای کارایی کل سازمان و تحقق اهداف آن بسیار مهم هستند. 
- اقتصاد: یکی از وظایف اساسی انبار آن است که تضمین کند همه عملیات محدوده سیستم انبار حتی‌الامکان با صرفه و به صورت مؤثر انجام گیرد. موضوع حفظ سطوح اقتصادی موجودی اقلام انبار نیز بخشی از انی مسئولیت به‌شمار می‌رود. وظیفه ضمانت حداقل هزینه‌ها از سوی واحد انبار باید برای همه اعضاء آن روشن باشد.

- کنترل موجودی: از جمله مسئولیت‌های واحد انبار، تضمین حفظ جریان کنترل موجودی است. مدیر انبار باید تضمین کند همه اهداف اساسی کنترل موجودی تحقق یابند. واحد انبار می‌باید اطلاعات تولید، فروش و توزیع مورد نیاز حفظ سیستم کنترل موجودی را تجزیه و تحلیل نماید. ثبت موجودی اقلام بازار: یکی دیگر از مسئولیت‌های انبار آن است که تضمین کند سوابق همه اقلام موجود در انبار، چه در محل‌های داخل و چه در انبارگاه‌ها یا مخازن اصلی خارج از سازمان به‌طور کامل و به هنگام حفظ شوند. این سوابق باید بتوانند همه اطلاعات لازم برای کنترل و حفظ سطوح مقرر شده موجودی اقلام انبار از جمله اطلاعات مربوط به سطوح موجودی، سطوح سفارش، کد اقلام، توصیه‌های تدارک‌کنندگان و غیره را فراهم نمایند.

- انبارگردانی و بازرسی: مدیر انبار در مورد سازماندهی، سرپرستی و تطبیق نتایج همه انبارگردانی‌هایی که بوسیله سازمان صورت می‌گیرد مسئول است. به علاوه وی برای تنظیم اوراق شمارش، تشخیص کارکنان، بررسی نتایج، رسیدگی به اختلافات انبارگردانی‌ها و تهیه ارقام نهایی موجودی‌ها برای درج در حساب‌های پایانی سازمان، مورد احتیاج می‌باشد.
- انبار کردن: یکی از وظایف اساسی انبار تخلیه و انبار کردن همه کالاهای ارسالی به انبار است. انبار کردن درست مواد با توجه به نیاز بعضی از اقلام به شرایط نگهداری ویژه مانند محیط نگهداری خشک و غیره نیاز به تعیین درست محل استقرار آن‌ها بر طبق دستورالعمل‌های تدارک‌کنندگان و کارکنان با تجربه و برخوردار از دانش کافی دارد. از جمله وظایف انبار آن است که تضمین کند کالاها از ناحیه بد انبار شدن آسیب نبینند و خراب نشوند.
- شناسایی و محل‌یابی اقلام انبار: یکی از مسئولیت‌های مدیریت انبار تنظیم و حفظ به هنگام سیستم کدگذاری اقلام انبار است تا به کمک آن شناسایی و محل‌یابی مؤثر همه کالاها و ملزومات موجود در محدوده عملیات انبار میسر گردد. به علاوه واحد انبار می‌باید تضمین کند در موقع عدم امکان دسترسی به کالاهای مورد نیاز، برای آن‌ها (در صورت امکان) کالاهای جایگزین مناسب توصیه شود. صدور و ارسال: یکی از وظایف انبار بازرسی و بررسی اقلامی است که برای انبار ارسال می‌شوند. این بازرسی و بررسی مواردی چون مقدار، نوع، کیفیت، آسیب‌دیدگی و کسری اقلام ارسالی را شامل می‌گردد. در بسیاری از حالت‌ها تدارک‌کنندگان مسئولیت کالاهای آسیب‌دیده را اگر در مدت معینی بعد از زمان ارسال گزارش نشوند قبول نمی‌کنند. اطلاعات مربوط به نتایج این نوع بازرسی و بررسی‌ها الزاماً باید به خرید گزارش شوند.
- بازرسی: یکی از وظایف انبار بازرسی و بررسی اقلامی است که برای انبار ارسال می‌شوند. این بازرسی و بررسی مواردی چون مقدار، نوع، کیفیت، آسیب‌دیدگی و کسری اقلام ارسالی را شامل می‌گردد. در بسیاری از حالت‌ها تدارک‌کنندگان مسئولیت کالاهای آسیب‌دیده را اگر در مدت معینی بعد از زمان ارسال گزارش نشوند قبول نمی‌کنند. اطلاعات مربوط به نتایج این نوع بازرسی و بررسی‌ها الزاماً باید به خرید گزارش شوند.
- حفاظت از انبار: یکی از وظایف انبار آن است که تضمین کند ساختمان‌ها و محوطه‌های انبار کردن اقلام موجود در محدوده واحد انبار در تمامی اوقات حفاظت شوند. بخش حفاظتی شغل مدیر انبار نه فقط سرقت بلکه آسیب‌دیدگی، آتش‌سوزی و حیف و میل را نیز دربر می‌گیرد. این وظیفه تضمین همچنین محکم بودن درها، پنجره‌ها و حصارکشی‌های محوطه‌های انبار کردن را نیز شامل می‌شود.
- جابجا کردن مواد: یکی از وظایف اساسی هر انبار، جابجا کردن سریع و ایمن همه مواد است. حرکت دادن کالاها از انبار به کارخانه و مخزن یا از کارخانه به مخزن یک وظیفه بسیار مهم مدیر انبار و کارمندان او به‌شمار می‌رود.
- دریافت ذخایر: وظایف انباردار دریافت و جابجا کردن همه اقلام تحویل شده به انبار، بررسی مدارک (فرم‌های ارسال، داخل بسته‌بندی و غیره) و مطلع نمودن خرید و مدیریت انبار از همه کالاهای دریافتی است.

## راهبردهای انبارداری
- انبارداری شخصی (اختصاصی)
- انبارداری عمومی
- انبارداری قراردادی